# Idaea volitaria
Idaea volitaria är en fjärilsart som beskrevs av Joannis 1891. Idaea volitaria ingår i släktet Idaea och familjen mätare. Inga underarter finns listade i Catalogue of Life.